# Františka Hrušovská
Františka Hrušovská (19. prosince 1914 Prešpurk – 5. února 1984 Bratislava) byla slovenská a československá odbojářka a politička; poválečná poslankyně Prozatímního Národního shromáždění za Komunistickou stranu Slovenska (respektive za KSČ).

## Biografie
Absolvovala národní školu. Pak do roku 1936 pracovala jako dělnice v Bratislavě. Veřejně se angažovala. Nejprve byla členkou Československé sociálně demokratické strany dělnické. Byla z ní vyloučena roku 1937 jako představitelka levicového křídla. Od roku 1944 byla členkou KSS.
Působila v druhém odboji a podílela se na Slovenském národním povstání. Spravovala povstaleckou nemocnici 1 na Sliači a byla členkou Revolučního národního výboru Sliač-Rybáre. Během povstání pracovala na Ústředním výboru KSS v Banské Bystrici. V letech 1946–1950 byla předsedkyní Zväzu slovenských žien. V roce 1968 jí byl udělen Řád práce.
V letech 1945–1946 byla poslankyní Prozatímního Národního shromáždění za KSS. V parlamentu setrvala až do parlamentních voleb v roce 1946.
Jejím manželem byl odbojář a komunistický politik Miloš Hrušovský.